# Neudorf-Bornstein
Neudorf-Bornstein település Németországban, Schleswig-Holstein tartományban. Lakosainak száma 1072 fő (2023. december 31.).

## Népesség
A település népességének változása:
| Lakosok száma | 905  | 1049 | 1090 | 1072 | 1063 | 1071 | 1072 |
|               | 1975 | 2014 | 2017 | 2019 | 2021 | 2022 | 2023 |